# كل قنبر (اسماعيلي كرمان)
کل قنبر (بالفارسية: کل قنبر) هي منطقة سكنية تقع في إيران في منطقة إسماعيلي.